# Christian Burgess
Christian Albert Elliot Burgess (Londra, 7 ottobre 1991) è un calciatore inglese, difensore dell'Union Saint-Gilloise.

## Carriera
Cresciuto nelle giovanili di Arsenal e Bishop's Stortford, nel 2012 firma il suo primo contratto con il Middlesbrough. Il 4 maggio 2013 debutta in Championship, nella sconfitta in trasferta per 2-0 contro lo Sheffield Weds. Nel luglio successivo viene ceduto in prestito all'Hartlepool Utd, formazione della quarta divisione inglese, fino al termine della stagione. Rientrato dal prestito, il 19 agosto 2014, si trasferisce, con la stessa formula, al Peterborough Utd, formazione della terza divisione inglese, che il giorno successivo lo acquista a titolo definitivo. Nel 2015 passa al Portsmouth, dove gioca le prime due stagioni in quarta divisione inglese (vincendola anche, oltre all'EFL Trophy) e le successive rimanenti in terza divisione inglese. Nell'estate del 2020, firma con i belgi dell'Union Saint-Gilloise, vincendo anche il campionato di seconda divisione al termine della stagione 2020-2021.

## Statistiche

### Presenze e reti nei club
Statistiche aggiornate al 25 maggio 2025.
| Stagione                    | Squadra                     | Campionato                  | Campionato | Campionato | Coppe nazionali | Coppe nazionali | Coppe nazionali | Coppe continentali | Coppe continentali | Coppe continentali | Altre coppe | Altre coppe | Altre coppe | Totale | Totale |
| Stagione                    | Squadra                     | Comp                        | Pres       | Reti       | Comp            | Pres            | Reti            | Comp               | Pres               | Reti               | Comp        | Pres        | Reti        | Pres   | Reti   |
| --------------------------- | --------------------------- | --------------------------- | ---------- | ---------- | --------------- | --------------- | --------------- | ------------------ | ------------------ | ------------------ | ----------- | ----------- | ----------- | ------ | ------ |
| 2012-2013                   | Middlesbrough               | FLC                         | 1          | 0          | FACup+CdL       | 0               | 0               | -                  | -                  | -                  | -           | -           | -           | 1      | 0      |
| 2013-2014                   | Hartlepool Utd              | FL2                         | 41         | 0          | FACup+CdL       | 2+1             | 0               | -                  | -                  | -                  | FLT         | 2           | 1           | 46     | 1      |
| 2014-2015                   | Peterborough Utd            | FL1                         | 30         | 3          | FACup+CdL       | 2+0             | 2+0             | -                  | -                  | -                  | FLT         | 1           | 0           | 33     | 5      |
| 2015-2016                   | Portsmouth                  | FL2                         | 37+2       | 2+0        | FACup+CdL       | 4+0             | 0               | -                  | -                  | -                  | FLT         | 0           | 0           | 43     | 2      |
| 2016-2017                   | Portsmouth                  | FL2                         | 44         | 4          | FACup+CdL       | 1+0             | 0               | -                  | -                  | -                  | FLT         | 0           | 0           | 45     | 4      |
| 2017-2018                   | Portsmouth                  | FL1                         | 35         | 0          | FACup+CdL       | 1+1             | 0               | -                  | -                  | -                  | FLT         | 2           | 0           | 39     | 0      |
| 2018-2019                   | Portsmouth                  | FL1                         | 25+2       | 1+0        | FACup+CdL       | 2+1             | 0+1             | -                  | -                  | -                  | FLT         | 8           | 0           | 38     | 2      |
| 2019-2020                   | Portsmouth                  | FL1                         | 32+2       | 3+0        | FACup+CdL       | 5+3             | 1+0             | -                  | -                  | -                  | FLT         | 3           | 0           | 45     | 4      |
| Totale Portsmouth           | Totale Portsmouth           | Totale Portsmouth           | 173+6      | 10         |                 | 18              | 2               |                    | -                  | -                  |             | 13          | 0           | 210    | 12     |
| 2020-2021                   | Union Saint-Gilloise        | D2                          | 27         | 2          | CB              | 3               | 0               | -                  | -                  | -                  | -           | -           | -           | 30     | 2      |
| 2021-2022                   | Union Saint-Gilloise        | D1                          | 28+6       | 4+0        | CB              | 2               | 1               | -                  | -                  | -                  | -           | -           | -           | 36     | 5      |
| 2022-2023                   | Union Saint-Gilloise        | D1                          | 31+6       | 3+2        | CB              | 4               | 0               | UCL+UEL            | 2+10               | 0+1                | -           | -           | -           | 53     | 6      |
| 2023-2024                   | Union Saint-Gilloise        | D1                          | 28+9       | 1+0        | CB              | 4               | 0               | UEL+UECL           | 8+3                | 1+0                | -           | -           | -           | 52     | 2      |
| 2024-2025                   | Union Saint-Gilloise        | D1                          | 21+9       | 0+1        | CB              | 3               | 0               | UEL                | 9                  | 0                  | SB          | -           | -           | 42     | 1      |
| Totale Union Saint-Gilloise | Totale Union Saint-Gilloise | Totale Union Saint-Gilloise | 135+30     | 10+3       |                 | 16              | 1               |                    | 32                 | 2                  |             | -           | -           | 204    | 15     |
| Totale carriera             | Totale carriera             | Totale carriera             | 407        | 25         |                 | 39              | 5               |                    | 32                 | 2                  |             | 16          | 1           | 494    | 33     |

## Palmarès

### Club

#### Competizioni nazionali
- Football League Two: 1

Portsmouth: 2016-2017
- English Football League Trophy: 1

Portsmouth: 2018-2019
- Campionato belga di seconda divisione: 1

Union Saint-Gilloise: 2020-2021
- Coppa del Belgio: 1

Union Saint-Gilloise: 2023-2024
- Supercoppa del Belgio: 1

Union Saint-Gilloise: 2024
- Campionato belga: 1

Union Saint-Gilloise: 2024-2025